# One Way or Another (Teenage Kicks)
One Way or Another (Teenage Kicks) è un singolo del gruppo musicale britannico One Direction, pubblicato per beneficenza il 17 febbraio 2013 per poter raccogliere fondi per l'associazione Comic Relief.

## Descrizione
Si tratta di un mash-up tra i brani One Way or Another dei Blondie e di Teenage Kicks dei The Undertones.
Il singolo è stato nominato ai BRIT Awards 2014 come British Single of The Year ed è inoltre presente nella versione giapponese del terzo album della band, Midnight Memories.

## Video musicale
Il video musicale è stato distribuito il 21 febbraio 2013 ed è stato girato dagli stessi One Direction in Ghana (dove si sono recati per conto della Comic Relief), a New York, Tokyo e Londra, per il Red Nose Day. Qui, davanti al numero 10 di Downing Street è presente un cameo del Primo ministro del Regno Unito David Cameron.

## Tracce
1. One Way or Another (Teenage Kicks) – 2:37
2. One Way or Another (Teenage Kicks) (Sharoque Remix) – 3:07
3. One Way or Another (Teenage Kicks) (Instrumental) – 2:37

## Classifiche

### Classifiche di fine anno
| Classifica (2013) | Posizione |
| ----------------- | --------- |
| Italia            | 98        |